# مورن-آه-لو
مورن-آه-لو (بالفرنسية: Morne-à-l’Eau)‏ هي بلدية فرنسية يسكنها 16767 نسمة (حسب إحصاء 1 يناير 2011)، وهي تقع في إقليم جوادلوب في جزر الأنتيل الصغرى.

## توأمة
لمورن-آه-لو اتفاقيات توأمة مع:
- بورت أوف سبين

## أعلام
- لوسي جوليا